# S.S.D. Puteolana 1902 Internapoli
Câu lạc bộ bóng đá Internapoli là một câu lạc bộ bóng đá Ý có trụ sở tại khu vực Vomero của thành phố Naples, Campania. Được thành lập vào năm 1909 với tên SC Vomero, câu lạc bộ đã được tái ra mắt nhiều lần, lần đầu tiên vào năm 1935, dưới sự bảo trợ của Cral Cirio, và sau đó, vào năm 1964, dưới sự thống trị của Internapoli.
Câu lạc bộ luôn chơi ở cấp độ thấp của bóng đá Ý. Thành tích cao nhất của họ trong giải đấu là hai lần kết thúc ở vị trí thứ 3 tại Serie C vào cuối những năm 1960. Internapoli đã có nhiều thành công đáng chú ý trong chiếc cúp, chiến thắng Coppa Italia Dilettanti, biến thể nghiệp dư của Coppa Italia năm 1980.
Trong các mùa 2009-10 và 2010-11, Internapoli đã chơi ở Eccellenza Campania. Trong mùa giải 2011-12, nó chơi ở Serie D với tên gọi Internapoli Città di Marano.

## Lịch sử
Nguồn gốc của câu lạc bộ có thể được truy tìm đến CRAL Cirio , đội được thành lập vào năm 1935. Đội chơi ở San Giovanni - khu phố Teduccio của Napoli. Đội được đặt theo tên của nhà công nghiệp Turin Francesco Cirio người sáng lập ra công ty đóng hộp cà chua đầu tiên (vẫn hoạt động theo cùng tên hôm nay tại San Giovanni a Teduccio.), Sau khi chơi một thời gian ở các giải đấu khu vực ở Campania, vào năm 1951-52, họ được tham gia một giải đấu tương đương với Serie D, nơi họ kết thúc ở nửa đầu bảng. 

Logo câu lạc bộ của CRAL Cirio.

Trong mùa giải 1953-54, Cirio suýt bỏ lỡ việc được thăng hạng Serie C sau khi về nhì sau Foggia ở bảng của họ chỉ bằng hai điểm. Họ đã quay trở lại, kết thúc mùa giải tiếp theo đầu tiên trong nhóm của họ, nhưng họ đã thua playoff 1-0 cho một câu lạc bộ từ Molfetta. Trong hai mùa tiếp theo, họ kết thúc ở vị trí thứ hai trong nhóm của họ, lần lượt thua Reggina và Marsala.
Trong mùa giải 1957-58, câu lạc bộ đã được thăng hạng lên Serie C, đã kết thúc mùa giải trước các câu lạc bộ như Lecce, Casertana và Avellino. Ở Serie C, họ đã đạt được vị trí thứ 9 đáng nể trong nhóm của họ. Tuy nhiên, mùa giải tiếp theo, sau khi kết thúc với cùng số điểm với Crotone, họ đã thua một trận play-out 1-0 và bị xuống hạng một lần nữa. Đến cuối thời gian "Cirio", họ đã mất phong độ ở Serie D và không thể đạt được kết quả tốt hơn.

### Tái sinh dưới cái tên Internapoli
Vào ngày 30 tháng sáu năm 1964, Tiến sĩ Giovanni Proto và Carlo Del Gaudio đã tiếp quản câu lạc bộ  cùng với một nhóm người dân địa phương Naples  làm việc như xây dựng và sản xuất; đổi tên thành Câu lạc bộ bóng đá Internapoli. Nhiều cầu thủ từ câu lạc bộ cũ vẫn còn, bao gồm cả những người đàn ông như cầu thủ người Anh gốc Ý Giuseppe Wilson, người sau này sẽ tiếp tục nổi tiếng với Lazio và Italy.
Câu lạc bộ được tái sinh dưới cái tên Internapoli để đảm bảo rằng thành phố Naples sẽ có một câu lạc bộ bóng đá ổn định. Các câu lạc bộ láng giềng như AC Napoli đang gặp khó khăn về tài chính, khiến tương lai của họ bị treo trong thế cân bằng. Nhưng trong vòng một tuần kể từ khi thành lập Internapoli, Associazione Calcio Napoli đã đổi tên thành Socà Sportiva Calcio Napoli và tiếp tục.

Internapoli trong những năm 1960 tại Serie C.

Cùng với một cái tên mới có màu sắc mới, bộ màu xanh lá cây của Cirio đã được thay thế bằng sọc xanh da trời và sọc trắng, được biết đến ở Ý là biancocelesti. Internapoli đã nắm quyền kiểm soát " Stadio Arturo Collana " trong khu phố Vomero, trước đây đã được sử dụng bởi SSC Napoli đã đến " Stadio San Paolo " lớn hơn.
Internapoli đã đạt được sự thăng hạng đầu tiên dưới sự thống trị mới trong mùa giải 1966, đây là một giải đấu cạnh tranh khốc liệt với Internapoli đánh bại vị trí thứ hai Savoia chỉ bằng một điểm. Khi họ được thăng hạng vào Serie C để bắt đầu một chuỗi bốn mùa trong giải đấu, Internapoli bắt đầu thu hút sự nổi tiếng khi có được một câu lạc bộ fan hâm mộ gồm 6000 người, nó được gọi là " Amici dell'Iinterapoli " (Friends of Internapoli).
Luís Vinício người Brazil là người quản lý trong một mùa trong giai đoạn Serie C này, đội hình thời đó bao gồm một tiền đạo trẻ sáng giá Giorgio Chinaglia, người sau này nổi tiếng với Lazio. Hai trong số bốn mùa trong thời gian này ở Serie C là đặc biệt đáng chú ý, trong cả hai mùa giải 1968-69 và 1969-70 Internapoli kết thúc ở vị trí thứ ba; kết thúc cao nhất của họ trong giải đấu bóng đá Ý.

### Từ chối và sáp nhập với Puteolana
Tuy nhiên, sau khi kết thúc vị trí thứ ba liên tiếp của họ, một số cầu thủ có ảnh hưởng nhất của câu lạc bộ đã được mua bởi các câu lạc bộ nổi tiếng hơn và Internapoli đã xuống hạng ở vị trí thấp nhất. Xuống ở Serie D mùa sau, câu lạc bộ đã choáng váng khi họ xuống hạng mùa thứ hai liên tiếp. Đó là một sự xuống hạng tàn khốc cho câu lạc bộ khi xem xét rằng đội kết thúc thứ 9 chỉ hơn ba điểm so với vị trí thứ 16 của Internapoli.
Câu lạc bộ đã rơi trở lại các giải đấu bóng đá khu vực trong phần còn lại của những năm 1970, tại các giải đấu như Promozione Campania. Đến đầu những năm 1980, Internapoli bắt đầu trở lại hình thức; đầu tiên họ giành được Coppa Italia Dilettanti  bằng cách đánh bại Mobilieri Ponsacco 1-0, cuộc thi này là giải đấu tương đương với nghiệp dư của Coppa Italia. Cuối cùng, câu lạc bộ đã kéo mình trở lại Serie D (được gọi là Campionato Interregionale vào thời điểm đó) cho mùa giải 1981-82.
Vì những vấn đề với ngôi nhà "Stadio Collana" của họ, Internapoli đã được chuyển đến Pozzuoli và trở thành một phần của câu lạc bộ Puteolana 1909, cần thiết khiến Internapoli bị thanh lý. Tuy nhiên, nhiều người muốn mang về câu lạc bộ cũ cho khu vực của họ và vì vậy một câu lạc bộ mới có tên Gabbiano Napoli đã được thành lập để chơi trong Prima Categoria. Gabbiano nhanh chóng leo lên các bảng xếp hạng của Ý và trong mùa giải 1991-92, họ đã lên ngôi vô địch của Eccellenza Campania. Điều này có nghĩa là họ đã được thăng hạng Serie D (lúc đó được gọi là Campionato Nazionale Dilettanti), nơi họ liên tục hoàn thành trong nửa đầu của bảng trong đầu những năm 1990.

### Sự trở lại của Internapoli
Vào cuối mùa giải 1995-96, khi Gabbiano kết thúc với tư cách là á quân của Casertana, họ đã khôi phục tên của câu lạc bộ thành Internapoli. Đây là lần đầu tiên Internapoli hoàn toàn trở lại ở dạng đầy đủ kể từ khi chia tay năm 1982. Việc khôi phục được khởi xướng bởi chủ tịch Cerbone và phó chủ tịch Tiến sĩ Alinei; họ đã chọn HLV Enzo Troiano để chăm sóc đội hình.
Trong mùa giải đầu tiên trở lại dưới cái tên Internapoli, họ gần như đã đạt được sự thăng hạng, nhưng đã thua Cavese, bỏ lỡ ba điểm. Trong hai mùa tiếp theo, họ không thể bằng hoặc tốt hơn điều này; họ trượt xuống thứ 7 và trong mùa giải tiếp theo, họ được xếp vào một nhóm có nhiều đội Sicilia, điều này chứng tỏ đó là sự sụp đổ của họ khi tất cả các trận đấu đều tỏ ra khó khăn và sau đó họ đã xuống hạng. 

Logo cũ của Internapoli

Dario Pasquariello đã chuyển câu lạc bộ đến thành phố Torre Annunziata vào cuối năm 1999, về cơ bản khiến cho Internapoli rơi vào tình trạng không còn tồn tại một lần nữa. Một đội địa phương Camaldoli, thuộc sở hữu của Francesco và Massimo Di Marino đã thực hiện các động thái để thay đổi câu lạc bộ của họ thành Internapoli để tiếp tục di sản. Điều này đã đạt được, màu đỏ vàng của Camaldoli được đổi lấy màu xanh da trời và trắng truyền thống; tên của câu lạc bộ đã được đổi thành Internapoli Camaldoli. Vào cuối mùa Eccellenza 2010-11, câu lạc bộ đã thăng hạng lên Serie D và chuyển đến Marano di Napoli, đổi tên của họ thành SSD Internapoli Città di Marano.

#### Maradona Junior
Vào giữa những năm 2000, câu lạc bộ đã thu hút sự chú ý rộng rãi trên các phương tiện truyền thông Ý, điều này là do con trai người Ý của Diego Maradona, tên là Diego Sinagra đã được câu lạc bộ ký hợp đồng.

#### Serie D
Vào cuối mùa giải Eccellenza 2010-11, câu lạc bộ đã được thăng hạng Serie D sau trận play-off.

### Puteolana 1902 Internapoli
Vào cuối mùa giải Serie D 2011-12, Internapoli Città di Marano đã chuyển từ thành phố Marano di Napoli sang Pozzuoli và đổi tên thành SSD Puteolana 1902 Internapoli để tiếp tục lịch sử bóng đá của Puteolana.

## Màu sắc và huy hiệu
Màu sắc của đội là biancocelesti.

## Danh dự
- Serie D
  - Vô địch: 1966-67
  - Thăng hạng: 1957-58
- Eccellenza Campania
  - Vô địch: 1991-92
- Coppa Italia Dilettanti
  - Chiến thắng: 1980-81